# Mémorial et musée Hector Pieterson
Le musée Hector Pieterson, précédé du mémorial Hector Pieterson, est un musée situé à Soweto (banlieue de Johannesburg), dans le quartier d'Orlando, en Afrique du Sud.
Le musée présente les évènements qui ont conduit aux manifestations de Soweto survenues le 16 juin 1976 et qui s'élevaient pacifiquement contre les lois d'apartheid sur l'enseignement.

## Le musée

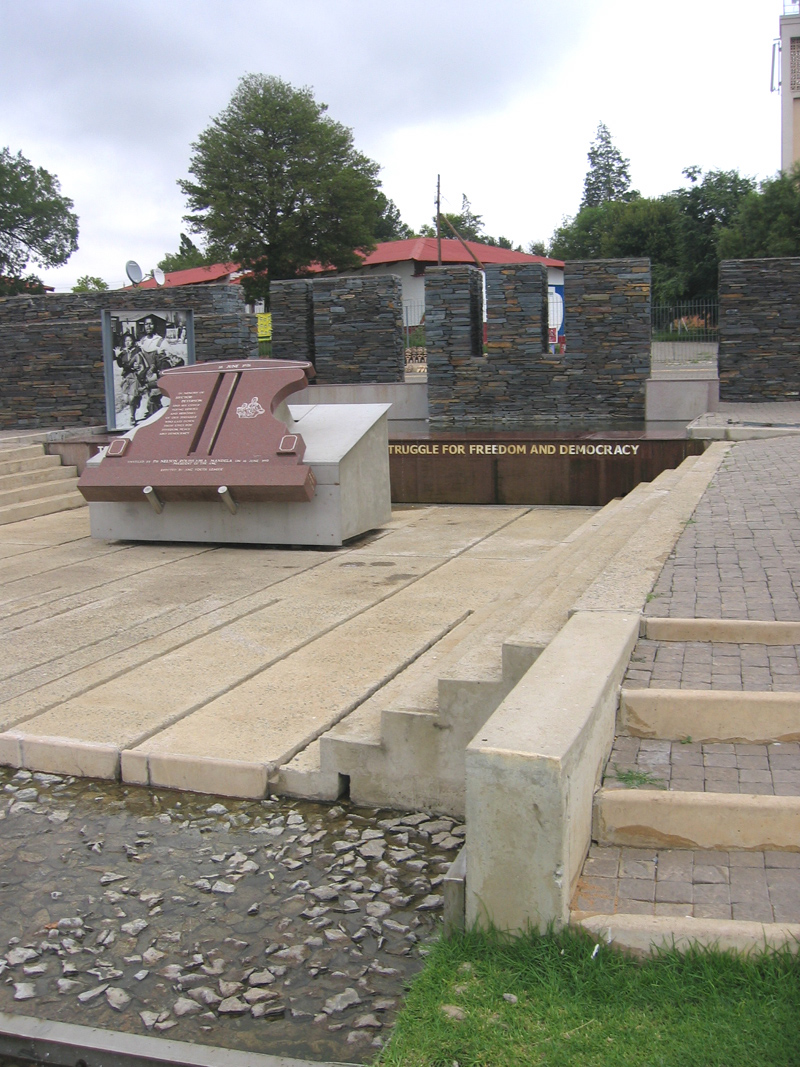
Tombe d'Hector Pieterson.

Situé à deux pâtés de maisons de l'endroit où le jeune écolier de douze ans Hector Pieterson a été tué, le musée porte le nom de cette première des quelque 565 victimes. Le musée présente les événements qui ont conduit au soulèvement de Soweto, ainsi que le déroulement de cette journée du 16 juin 1976.
Le musée, dont le projet a coûté un total d'environ 23,2 millions de rands, a été inauguré par Nelson Mandela le 16 juin 2002, jour anniversaire des émeutes survenues en 1976 dans l'ancien township de Soweto.

## Le mémorial

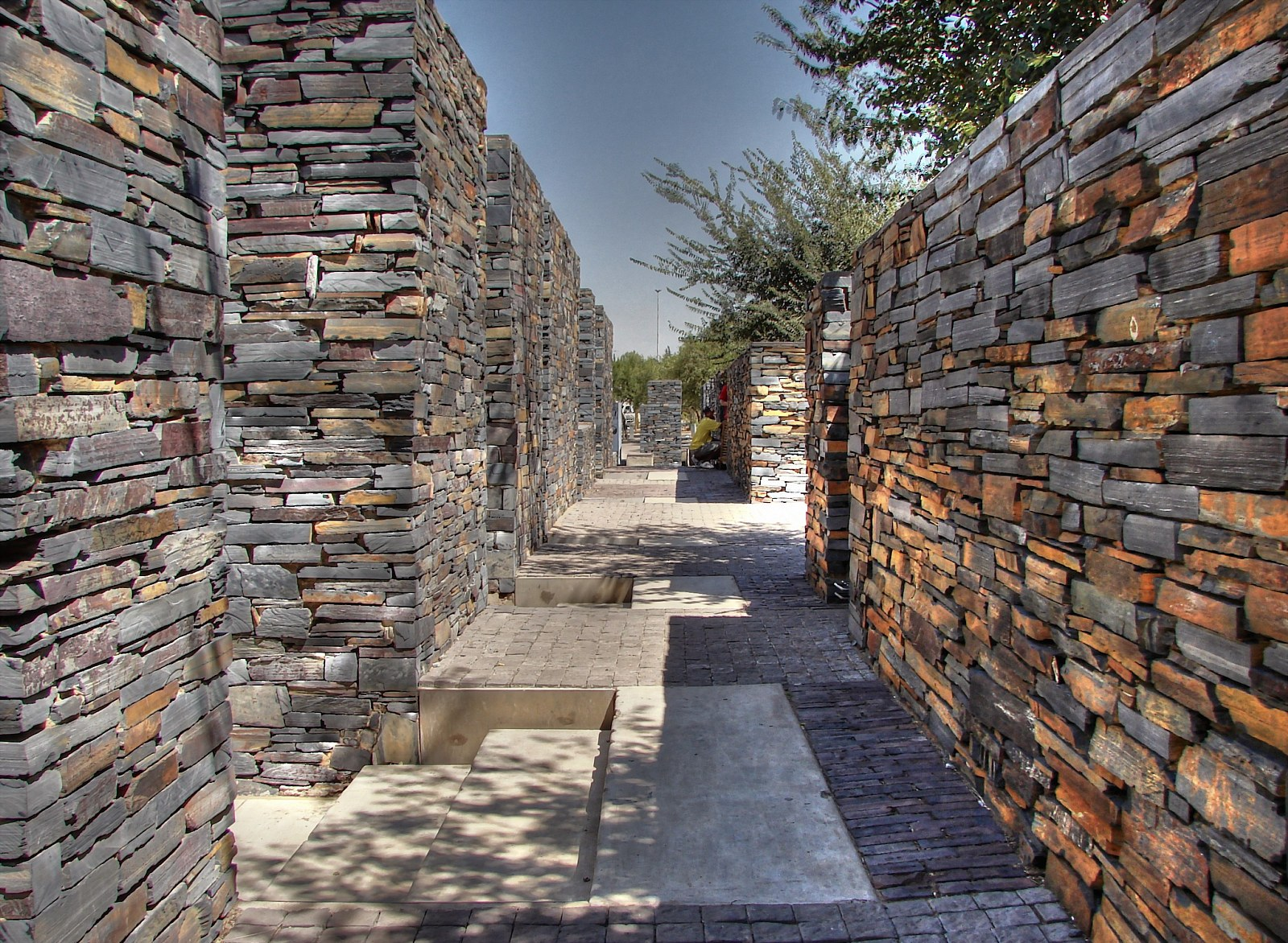
Vue partielle du mémorial Hector Pieterson

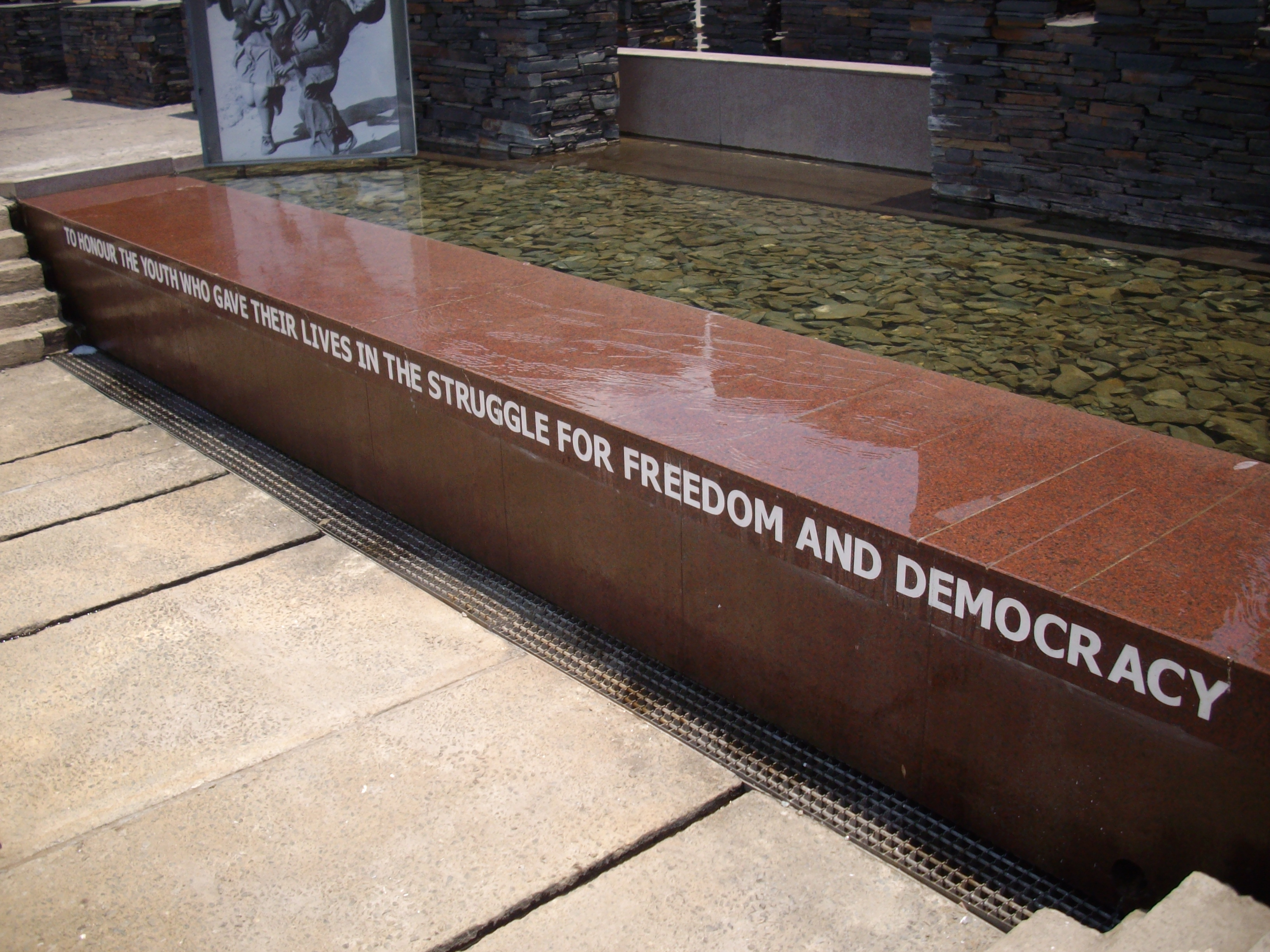
La fontaine au mémorial Hector Pieterson.

Précédant l'entrée du musée, le mémorial Hector Pieterson est situé dans un petit parc. Ce monument commémore les victimes des manifestations d'étudiants du 16 juin 1976 à Soweto, jour où environ 15 000 étudiants défilent pacifiquement contre l'introduction de l'afrikaans comme langue obligatoire d'enseignement. Les forces de police ouvrent soudainement le feu sur la foule, assassinant beaucoup de jeunes, dont Hector Pieterson qui est devenu un symbole des révoltes ultérieures contre le régime d'apartheid.
À l'entrée de l'esplanade se dresse une photo d'Hector Pieterson porté par Mbuyisa Makhubo, photo devenue emblématique de la lutte anti-apartheid.
Le monument porte l'inscription (traduction) :

« En l'honneur des jeunes qui ont donné leur vie dans la lutte pour la liberté et la démocratie.
À la mémoire de Hector Pieterson et tous les autres jeunes héros et héroïnes de notre lutte, qui ont donné leur vie pour la liberté, la paix et la démocratie. »

## Autres musées
Le Musée Nelson Mandela, inauguré en 1997, est situé à proximité.
Le Musée de l'apartheid, situé à Johannesburg, présente l'apartheid plus globalement.